# نوشیدنی با یخ
نوشیدنی با یخ (انگلیسی: On the Rocks) فیلمی در ژانر کمدی-درام به کارگردانی سوفیا کوپولا است. رشیدا جونز، بیل مری، مارلون وینز، جسیکا هنویک و جنی سلیت در آن بازی می‌کنند.

## خلاصه
لورا و دین زن و شوهری هستند که در منهتن زندگی می کنند و دو دختر جوان به نام های مایا و تئو دارند. لورا رمان‌نویسی است که در تلاش است آخرین کتابش را به اتمام برساند. در همین حال، دین یک کارآفرین موفق در یک استارت‌آپ در حال رشد فناوری است که توسط همکاران جوان و جذاب احاطه شده است. یک شب، پس از رسیدن به خانه از یکی از سفرهای کاری مکرر خود، دین...